# Diana Gruber
Diana Gruber (* 27. Januar 1983) ist eine kanadische Skeletonsportlerin.
Diana Gruber lebt in Calgary. Sie begann 2006 mit dem Skeletonsport und gehört seit 2007 dem kanadischen Nationalkader an. Bei den Kanadischen Meisterschaften 2008 wurde sie 16. Im Januar 2008 gab sie in ihrer Heimatstadt Calgary ihr Debüt im Skeleton-America’s-Cup und wurde dabei 16. Erste Resultate in den Top Ten erzielte sie 2008 in Lake Placid, wo sie in zwei Rennen Siebte wurde. In der Saison 2009/10 gewann Gruber das erste Saisonrennen in Park City und wurde an selber Stelle in den beiden folgenden Rennen zunächst Zweite, dann Dritte. In sieben der acht Saisonrennen belegte sie einstellige Platzierungen und wurde Siebte der Gesamtwertung.